# اوربان هفتم
پاپ اوربان هفتم (به لاتین: Urbanus VII) با نام اصلی جوانی باتیستا کاستانیا (۴ اوت ۱۵۲۱–۲۷ سپتامبر ۱۵۹۰) یکی از پاپ‌های کلیسای کاتولیک رم بود که در رم به دنیا آمد و از ۱۵ تا ۲۷ سپتامبر سال ۱۵۹۰ میلادی یعنی تنها برای ۱۲ روز پاپ بود که باعث شده او با عنوان کمترین زمان برای پاپی شناخته شود.

## زندگی

### زندگی اولیه
جوانی باتیستا کاستانیا در سال ۱۵۲۱ میلادی در یک خانواده اشرافی در رم متولد شد. خانواده او اصلیتی جنوایی داشتند.
کاستانیا در دانشگاه‌های سراسر ایتالیا به مطالعه پرداخت و نهایتاً مدرک دکترای خود را در رشته‌های قانون مدنی و قانون شرع از دانشگاه بولونیا کسب کرد. در دوران پاپ ژولیوس سوم در مجلس رم حضور داشت. در اول مارس ۱۵۵۳ میلادی به عنوان اسقف‌اعظم روسانو انتخاب شد. به سرعت به تمام درجات کوچک و بزرگ روحانیت مسیحی نائل آمد.
او از سال ۱۵۵۵ تا ۱۵۵۹ فرماندار فانو و از سال ۱۵۵۹ تا ۱۵۶۰ فرماندار پروجا و اومبریا بود.